# Osteofito
Los osteofitos son excrecencias óseas, hiperostosis en el sitio de anclaje de las fibras de Sharpey. Provocan osteoartrosis (espondilosis deformante). Son protuberancias óseas no maduras en las vértebras con forma de espuelas, que reflejan la presencia de una enfermedad degenerativa y calcificación ósea.
Se caracterizan por poseer una configuración triangular, estar bien definidos y nacer unos mm por arriba de la unión disco vertebral (del borde del cuerpo vertebral). Inicialmente tienen una trayectoria horizontal y después vertical. Están relacionados en muchos casos con las carillas articulares de las vértebras y, por ello, con procesos degenerativos de la columna.
También son signo de artrosis, presentándose como excrecencias óseas marginales.
Los osteofitos, según Sharley Mark, son alteraciones óseas producidas por golpes a la altura de las vértebras lumbares. Estas vértebras son las que reciben la mayor presión y son la porción de la espalda que soporta peso. Las vértebras lumbares son las que permiten movimientos, tales como flexión y extensión y algunas flexiones laterales.